# 国鉄タサ1000形貨車
国鉄タサ1000形貨車（こくてつタサ1000がたかしゃ）は、かつて鉄道省、日本国有鉄道（国鉄）及び1987年（昭和62年）4月の国鉄分割民営化後は日本貨物鉄道（JR貨物）に在籍した私有貨車（タンク車）である。
本形式と同じ専用種別である国鉄タキ200形貨車 （初代）についても本項目で解説する。

## タサ1000形
タサ1000形は、ベンゾール又は石油類専用の20t 積タンク車として1929年（昭和4年）3月19日から1942年（昭和17年）8月24日にかけて11両（コタサ1000 - コタサ1010）が日本車輌製造、新潟鐵工所にて製作された。その後1948年（昭和23年）10月13日に2両がタサ3000形（コタサ3080 - コタサ3081→コタサ1011 - コタサ1012）から改造編入（専用種別変更編入）された。この2両は、1944年（昭和19年）1月19日に同じく新潟鐵工所にて製作された車である。
記号番号表記は特殊標記符号「コ」（全長 12 m 以下）を前置し「コタサ」と標記する。
本形式の他にベンゾール専用種別とする形式は、タ1000形（48両）、タム3200形（5両）、タム3250形（83両）、タム23250形（15両）、タサ1050形（2両）、タサ1100形（6両）、タサ4400形（1両）、タキ200形（初代）（1両、後述）、タキ850形（1両）、タキ900形（2両）、タキ950形（2両）、タキ1800形（65両）、タキ4150形（1両）、タキ6450形（3両）、タキ14400形（11両）の15形式が存在した。
落成時の所有者は、日本足袋、日本製鐵、三井化学工業、明和産業の4社であった。
1979年（昭和54年）10月より化成品分類番号「燃31」（燃焼性の物質、引火性液体、危険性度合2（中））が標記された。
タンク体は普通鋼（一般構造用圧延鋼材、SS41現在のSS400）製である。
荷役方式はタンク上部にあるマンホールからの上入れ、液出管からの下出し式である。
塗装は黒色、寸法関係は全長は9,400mm、全幅は2,590mm、全高は3,768mm、台車中心間距離は5,000mm - 6,350mm、実容積は23.7m3 - 25.7m3、自重は15.6t - 19.8t、換算両数は積車3.5、空車1.2であり台車はアーチバー式のTR20である。
1987年（昭和62年）4月の国鉄分割民営化時には1両（コタサ1009）の車籍がJR貨物に継承されたが、1989年（平成元年）3月に廃車となり同時に形式消滅となった。

### 年度別製造数
各年度による製造会社と両数、所有者は次のとおりである。（改造による編入車は改造会社。所有者は落成時の社名。）
- 昭和3年度 - 1両
  - 日本車輌製造 1両 日本足袋（コタサ1000）
- 昭和11年度 - 5両
  - 新潟鐵工所 5両 日本製鐵（コタサ1001 - コタサ1005）
- 昭和15年度 - 3両
  - 日本車輌製造 3両 日本製鐵（コタサ1006 - コタサ1008）
- 昭和17年度 - 2両
  - 新潟鐵工所 2両 三井化学工業（コタサ1009 - コタサ1010）
- 昭和23年度 - 2両
  - （新潟鐵工所） 2両 明和産業（コタサ3080 - コタサ3081→コタサ1011 - コタサ1012）

## タキ200形（初代）
タキ200形は、ベンゾール専用の25t 積タンク車として1930年（昭和5年）3月11日に1両（タキ200）が新潟鐵工所にて製作された。
所有者は、三井鉱山でありその常備駅は鹿児島本線の大牟田駅であった。
1930年（昭和5年）7月に専用種別が「なし」に変更された。
タンク体は普通鋼（一般構造用圧延鋼材、SS41現在のSS400）製であり、リベット構造であった。
荷役方式はタンク上部にあるマンホールからの上入れ、液出管からの下出し式である。
塗装は黒色、寸法関係は全長は10,400mm、全幅は2,400mm、全高は3,810mm、台車中心間距離は6,400mm、実容積は29.6m3、自重は20t、台車はアーチバー式のTR20である。
1938年（昭和13年）4月18日に廃車となり同時に形式消滅となった。